# Bab Souika
Bab Souika (arabisch باب سويقة, DMG Bāb Suwaiqa ‚das Tor des kleinen Souks‘) ist eines der Stadttore der Medina von Tunis.
Es befand sich zwischen Bab El Khadra und Bab Saadoun, in der Nähe des Viertels Halfaouine, und gab dem umliegenden Viertel seinen Namen, wurde aber im Jahr 1861 abgerissen.
Am Bab-Souika-Platz befindet sich der Hauptsitz des Sportvereins Espérance Sportive de Tunis sowie ein Postamt (La Poste Tunis Bab Souika).
Auf dem Bab-Souika-Platz befindet sich ein Zierbrunnen (Fountaine d'eau Bab Souika).

## Geschichte
Der Name geht zurück auf eine Reihe von Souks, die von den Steuern für Nicht-Muslime befreit waren und auf Sidi Mahrez zurückgehen.
Im Jahr 1014 ließ sich der Sidi Mahrez in Tunis in einem Haus beim Bab Souika nieder, das später sein Mausoleum und noch später die Sidi-Mahrez-Moschee werden sollte.
Vom Bab Saadoun führt zum Platz Bab Souika eine gerade Straße (نهج باب سعدون französisch Rue Bab Saadoun, auch شارع باب بو سعدون französisch Rue Bab Bou Saadoune genannt).
Auf der sehr belebten Straße, in der sich etliche Spengler und Hufschmiede befanden, führte früher eine Trambahn ins Stadtzentrum. In ihr befindet sich auch die Stadtverwaltung Beb Lakwes (Municipalité De Beb Lakwes).
Auf dem Platz befand sich damals ein kleiner Obst- und Gemüsemarkt, es gab kleine Cafés und Merguez-Restaurants, die abends besonders während des Ramadan sehr belebt waren (und noch heute sind).
Die Medina (Altstadt) von Tunis war Gegenstand mehrerer (mehr oder weniger geglückter) Sanierungsversuche, darunter als eines der bedeutendsten das Projekt des Bab-Souika-Platzes aus den 1980er Jahren. 
Für seine Realisierung musste ein Großteil der vorher bestehenden Stadtstruktur zerstört werden. Das Ergebnis ist ein recht eklektischer Gebäudekomplex im arabischen Stil, die Restaurierung der Moschee Sidi Mahrez und des Palais Saheb Ettabaâ (1984), die Schaffung einer Fußgängerzone und eines großen Platzes. 
Zwischen November 1984 und Juli 1987 wurde unter dem Platz ein Tunnel gebohrt, der die Verkehrshauptachse des Viertels unterirdisch verlegt. 
Die Bab-Saadoun-Moschee wurde durch die Tunnelarbeiten zerstört und neu errichtet (1988 eingeweiht).
Der Souk El Kallaline ersetzte zudem 1985 den alten Souk von Sidi Mahrez.

## Bildergalerie

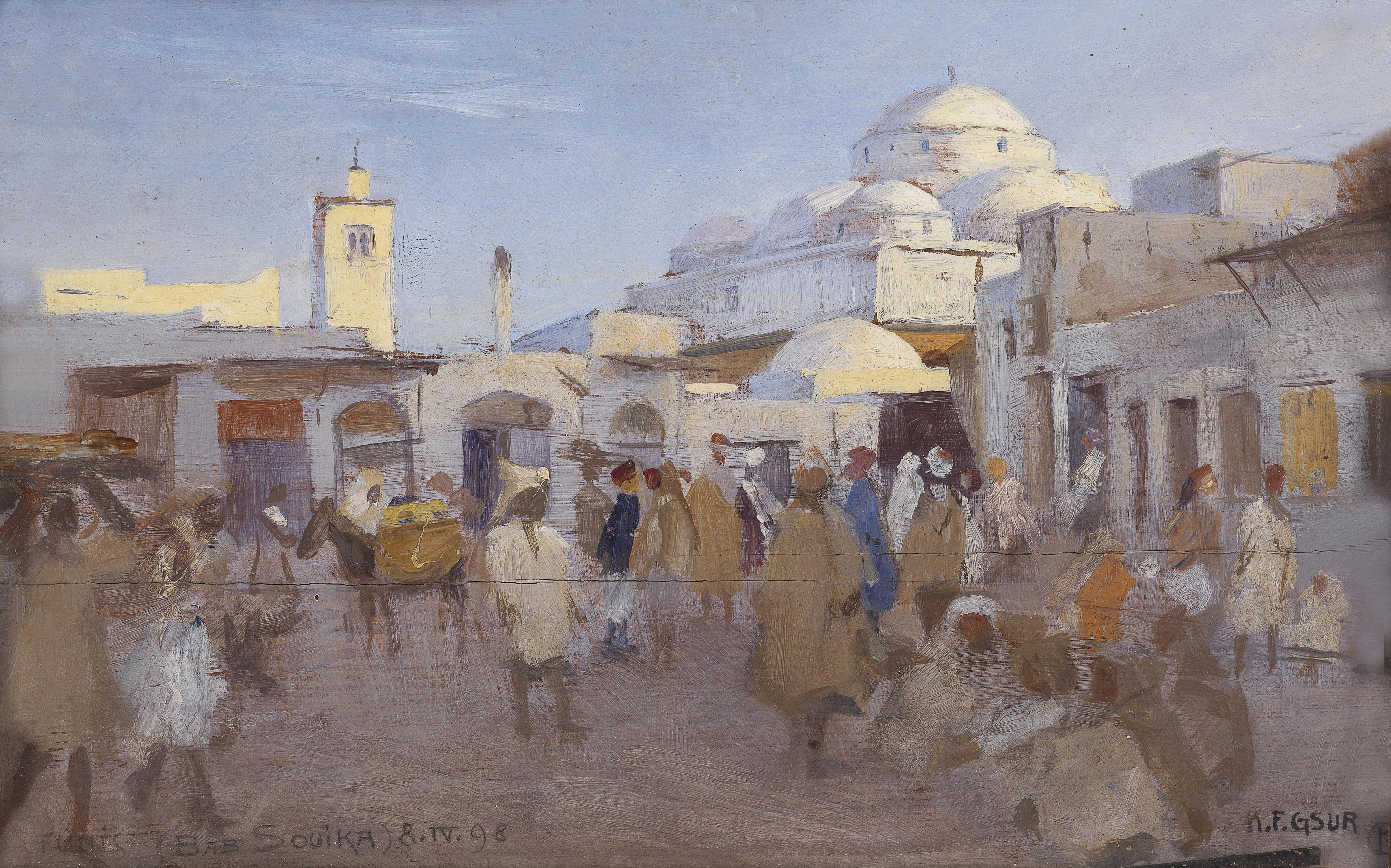
Darstellung von Bab Souika durch Karl Friedrich Gsur im Jahr 1898.
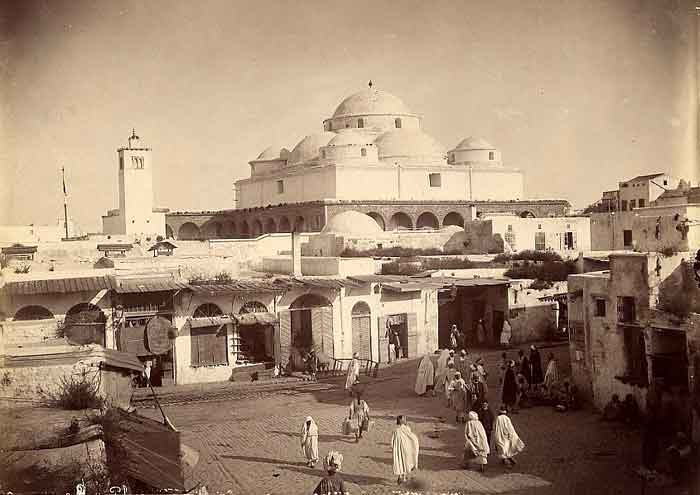
Bab-Souika-Platz und Sidi Mahrez-Moschee im Hintergrund (1890)
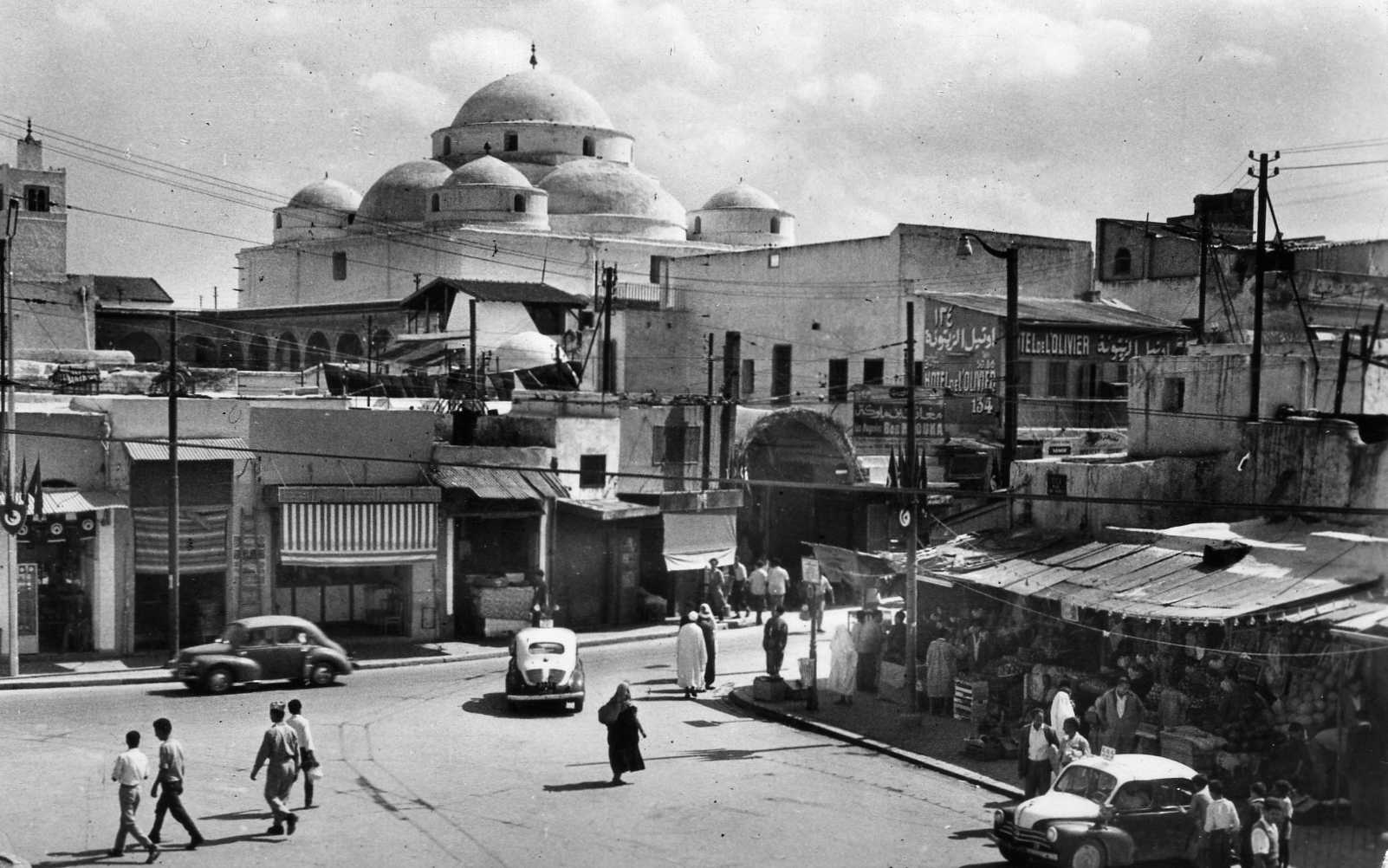
Ansicht von Bab Souika im Jahr 1963.

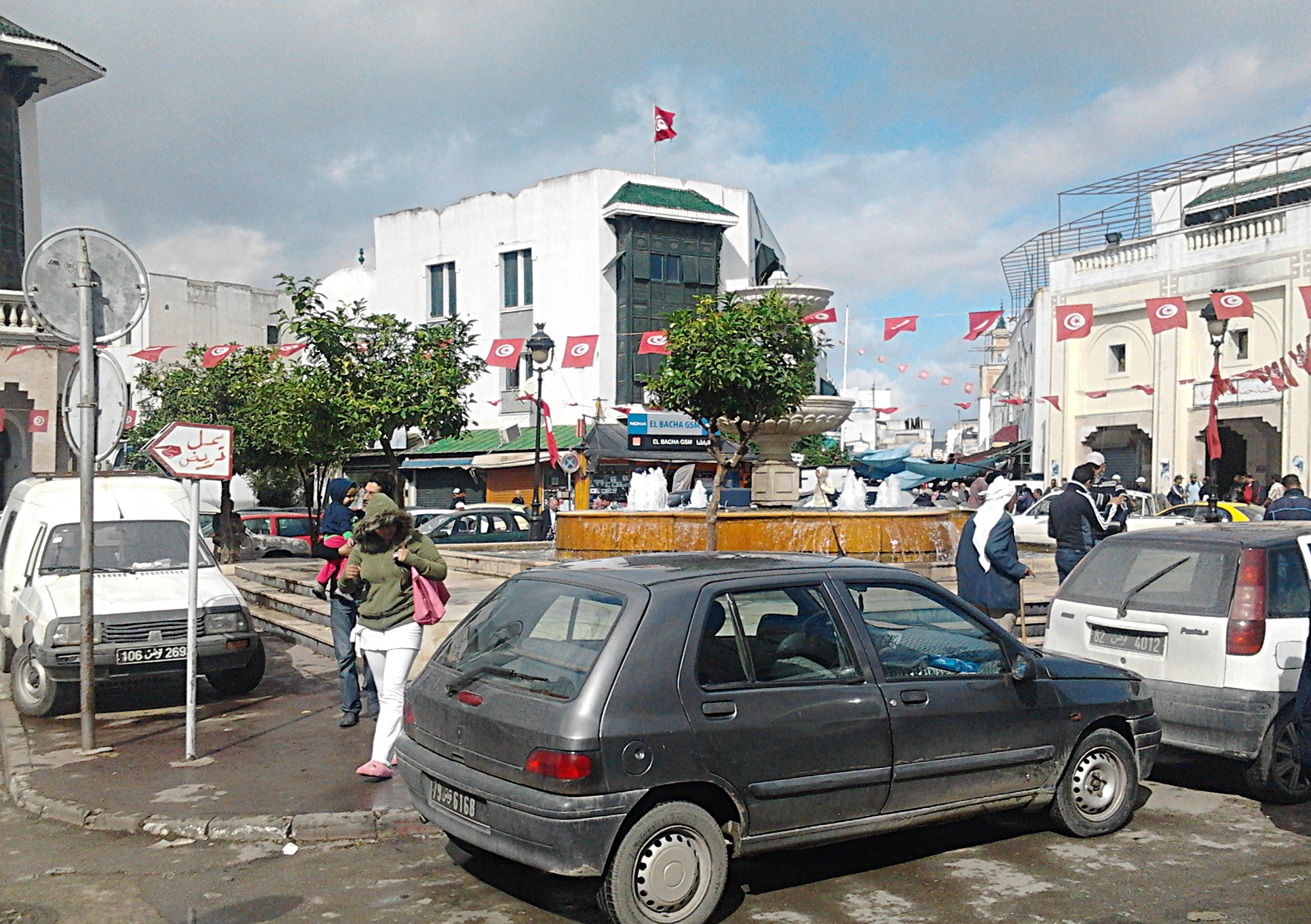
Bab-Souika-Platz im Jahr 2012.
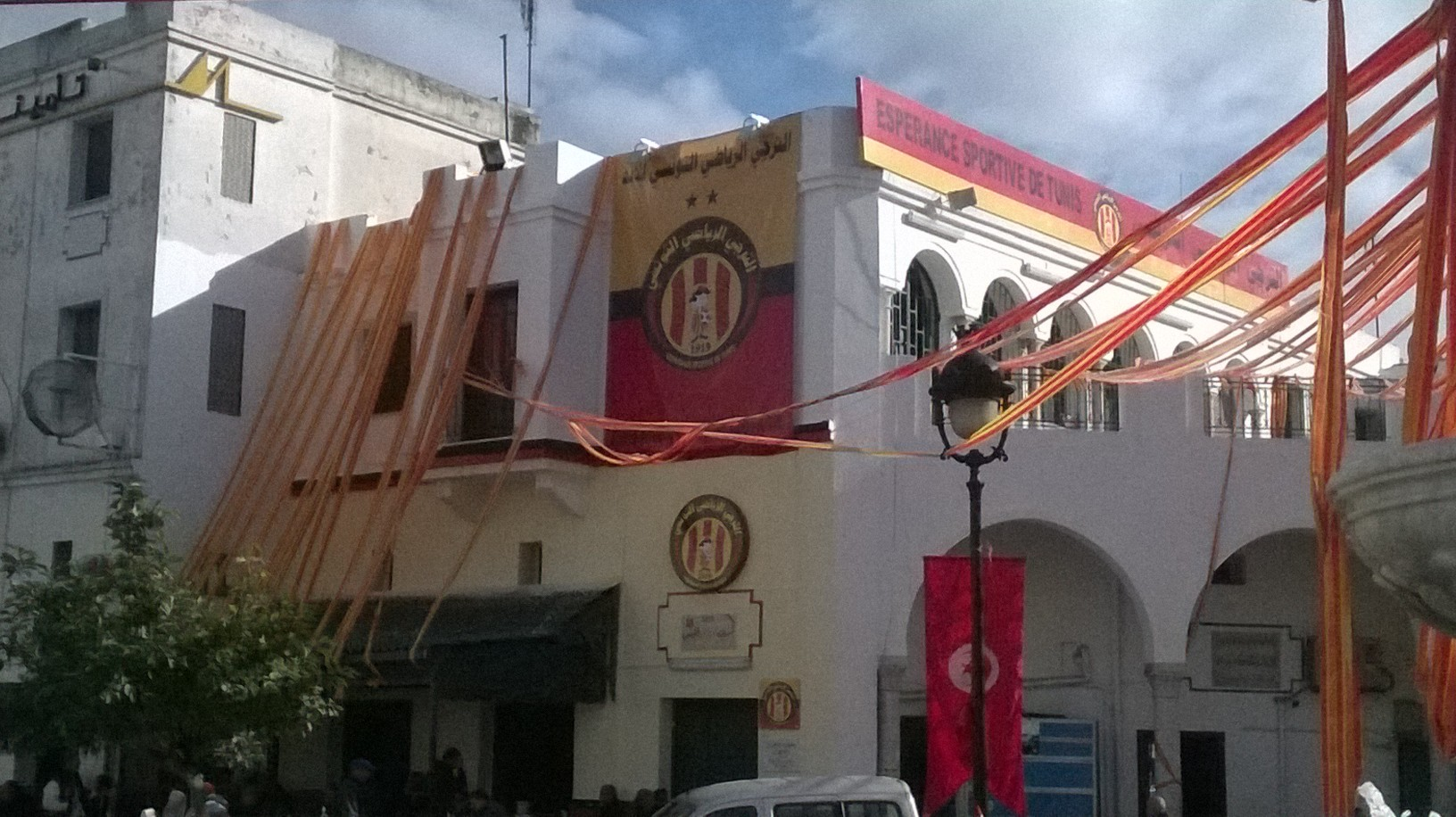
Sitz der Espérance Sportive de Tunis.

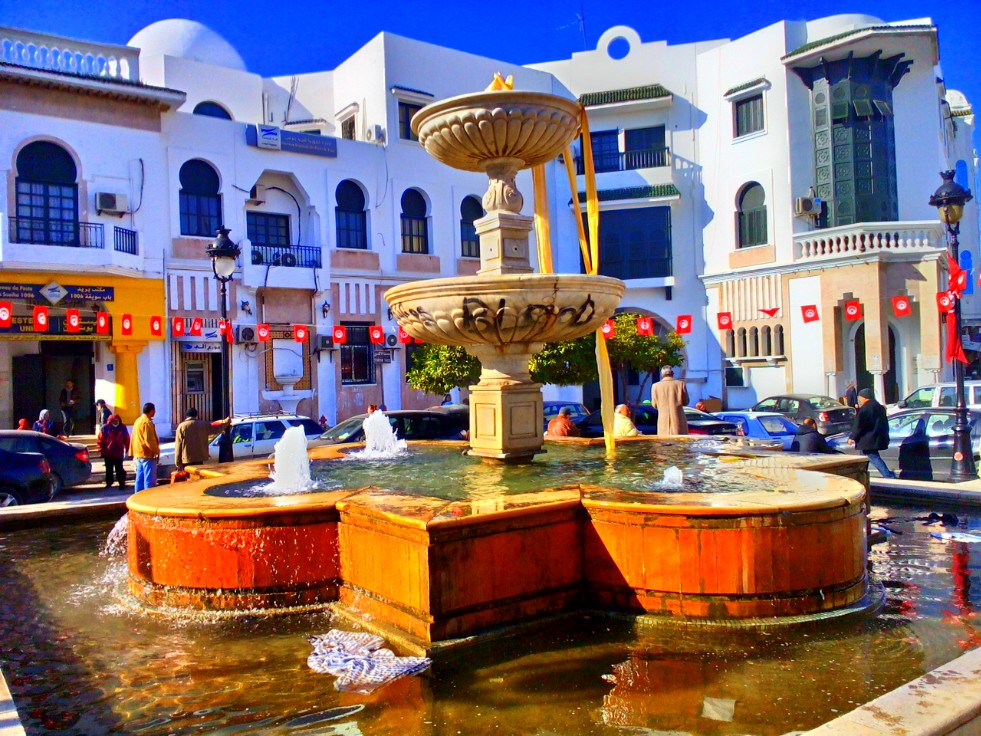
Springbrunnen vom Bab Souika.
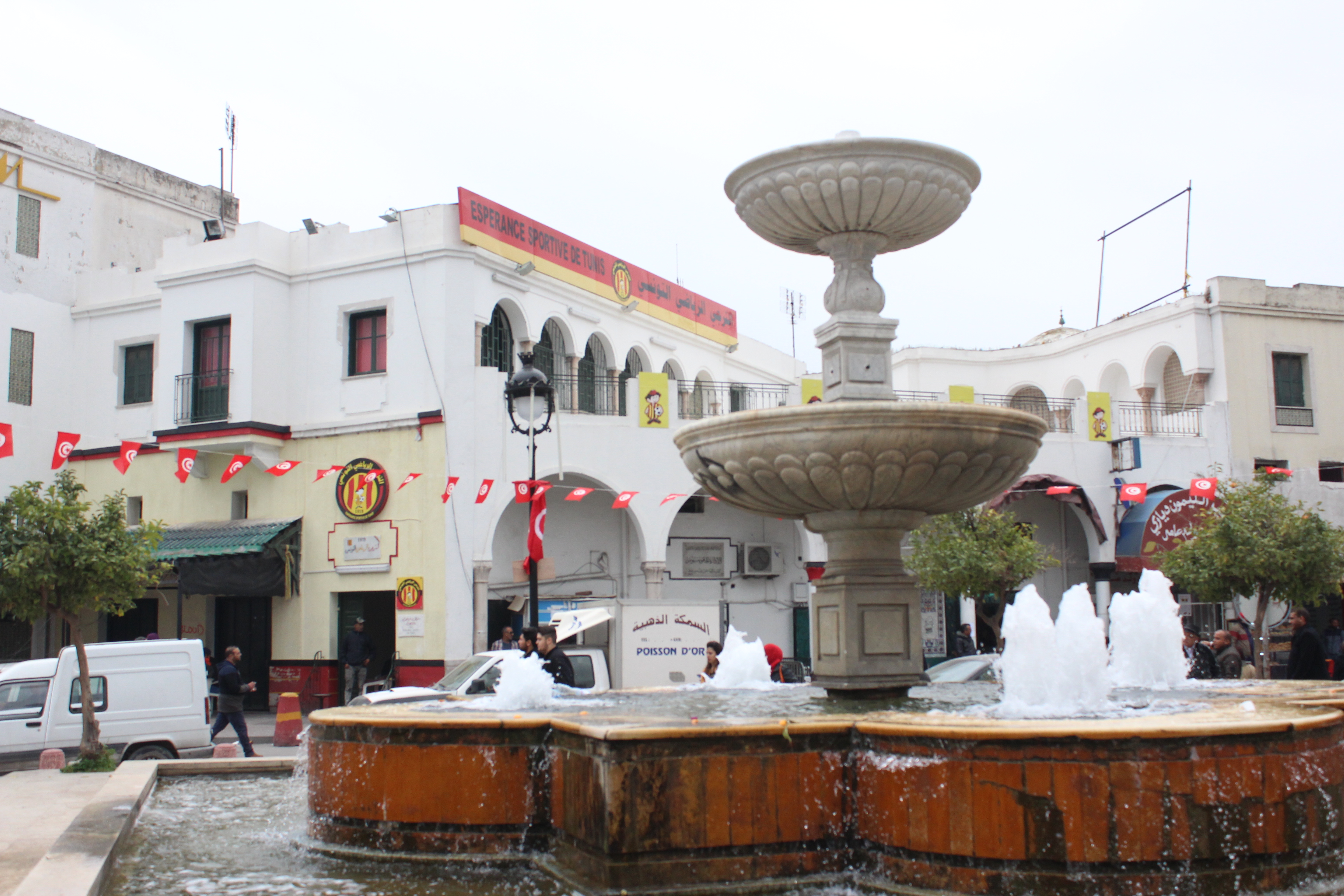
Sitz der Espérance Sportive de Tunis und Springbrunnen vom Bab Souika.